# スモーク・オン・ザ・ウォーター
「スモーク・オン・ザ・ウォーター」(Smoke On The Water) は、イングランドのロックバンド、ディープ・パープルの楽曲。1972年に発表したアルバム『マシン・ヘッド』に初収録。
アメリカではシングル盤が1973年にBillboard Hot 100で4位に達し、彼等にとって「ハッシュ」（1968年）以来5年ぶりの、全米トップ10シングルとなった。母国イギリスでは、解散した翌年の1977年に全英シングルチャート21位に達した。

## 解説

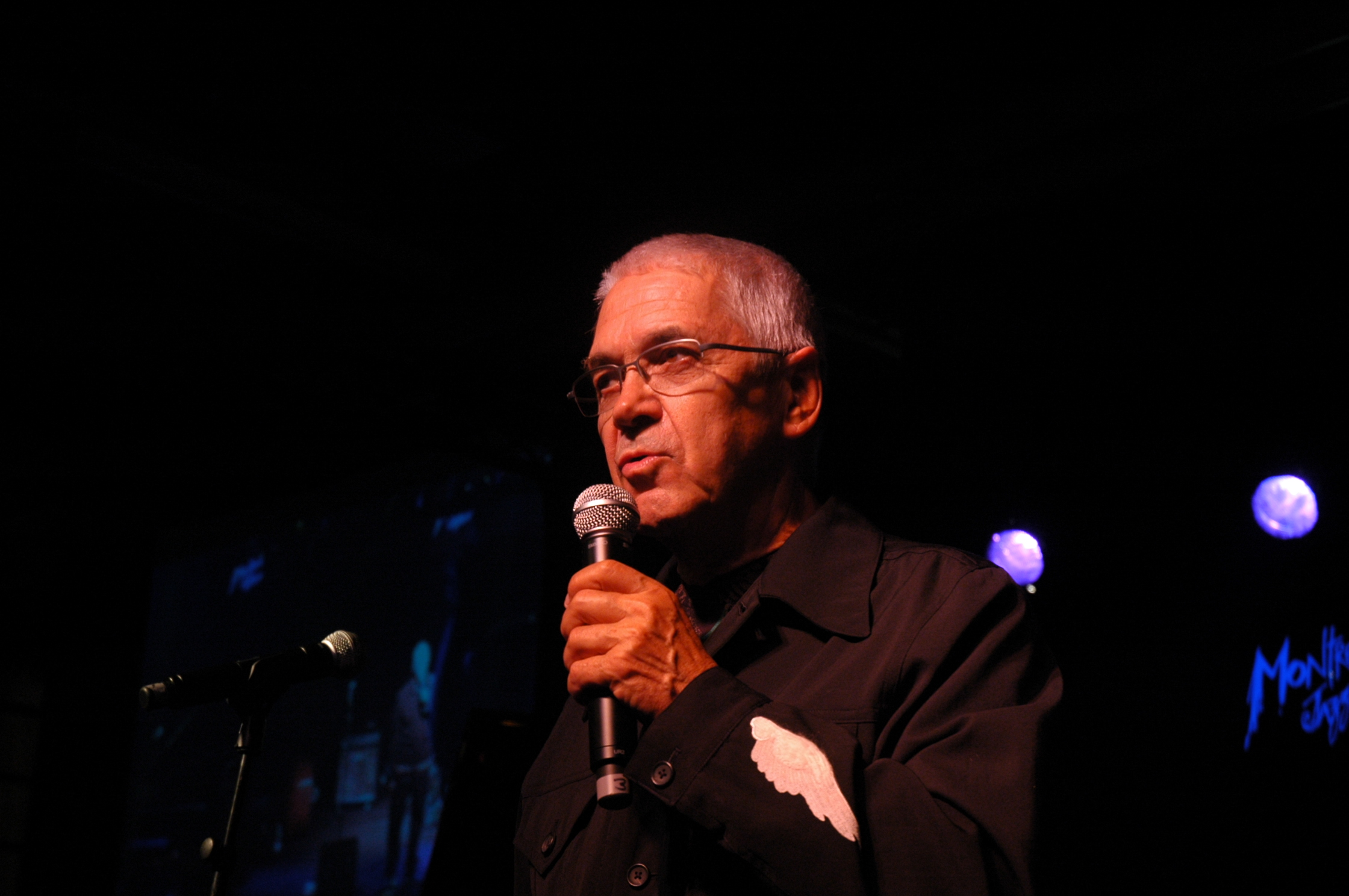
「ファンキー・クロード」（Funky Claude）ことクロード・ノブス、モントルー・ジャズ・フェスティバルの創始者

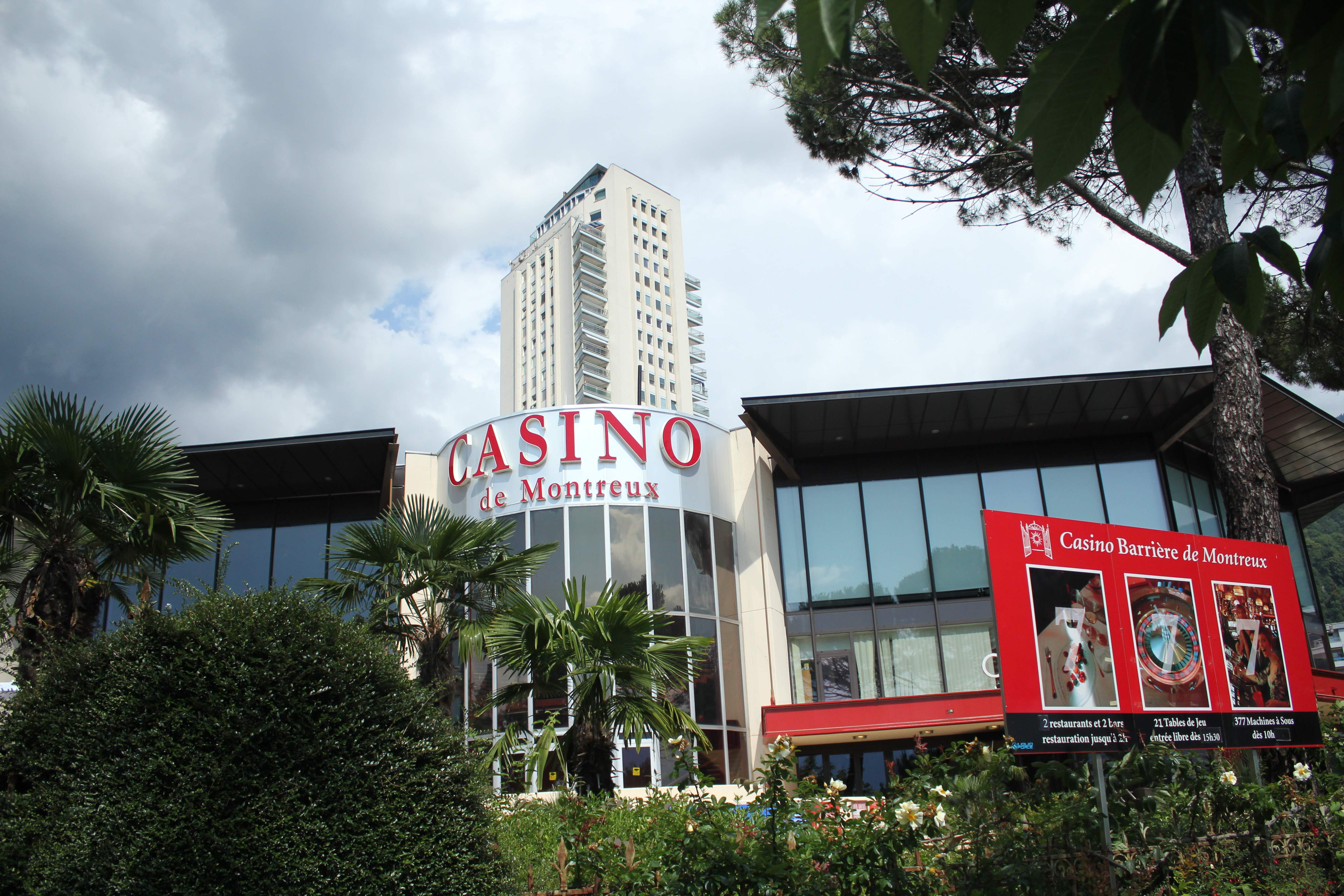
2014年夏のカジノの外観

この曲を含む新作アルバムのレコーディングは、スイスのレマン湖に臨むモントルーのモントルー・カジノにあるステージで、移動録音スタジオ「モービル・ユニット」の設備によって行なわれる予定だった。しかしレコーディングを目前に控えた1971年12月4日、フランク・ザッパが率いるザ・マザーズ・オブ・インヴェンションのコンサートで、観客がフレア・ガン（信号拳銃）をラタンの天井に向けて発射して火災が発生して、カジノは全焼してしまった。
この為、彼等は別の場所でのレコーディングを余儀無くされたが、本曲の歌詞にはその一部始終が綴られている。当時は数合わせに創った曲であり、コンサートでの演奏リストにも入っていなかった。最初のシングル盤としての候補曲は「ネヴァ―・ビフォア」だったが、差し替えられた。
リッチー・ブラックモアは、この曲のギターリフを「ベートーヴェンの運命にインスパイアされて、誕生した」と語っている。
その後、カジノは再建され、建物内には録音スタジオ「マウンテン・スタジオ」が設置された。近隣の公園には同曲を記念して、バンド名・曲名および曲冒頭のリフを譜面にあしらったモニュメントが設置されている。
ロジャー・グローヴァー、リッチー・ブラックモア、イアン・ギランらはパーフェクトなアンサンブルで演奏していた。レインボーやイアン・ギランはライブでこの曲を演奏した。ギランは1983年にはブラック・サバスのコンサートでこの曲を歌っており、ブラック・サバスのアルバム『悪魔の落とし子』のデラックス・エディション盤にライヴ音源が収録されている。また、王様がアルバムに同曲を「湖上の煙」の曲名で収録し、ライヴでも演奏している。
5世常磐津文字兵衛により常磐津節に編曲された「Smoke On The Water 改め 大江戸の火消し」がある。常磐津兼太夫による日本語詞は、原曲を踏まえつつ弁財天詣でに琵琶湖畔を訪れた江戸の火消しが火事に遭遇した内容になっており、木遣りの歌唱も取り入れている。この曲はテレビ朝日『題名のない音楽会21』（2007年4月8日放送「常磐津はロックだ！」）でテレビ放送された。